# همیلتون جکس
همیلتون جکس (انگلیسی: Hamilton Jukes; ۲۸ مهٔ ۱۸۹۵ – ۸ ژانویهٔ ۱۹۵۱) بازیکن هاکی روی یخ اهل کانادا بود.